# Chris Gunter
Christopher Ross Gunter (Newport, Gales, 21 de julio de 1989) es un exfutbolista y entrenador británico que jugaba de defensa. Desde agosto de 2024 dirige a la selección de Gales sub-19.

## Selección nacional
Fue internacional con la selección de Gales desde 2007 y jugó 109 partidos internacionales, sin anotar goles. Formó parte de los equipos que participaron en la Eurocopa 2016, Eurocopa 2020 y Mundial 2022.
El 27 de marzo de 2021, en un amistoso ante México, alcanzó las 100 internacionalidades.

### Participaciones en Copas del Mundo
| Mundial              | Sede  | Resultado    | Partidos | Goles |
| -------------------- | ----- | ------------ | -------- | ----- |
| Copa Mundial de 2022 | Catar | Primera fase | 0        | 0     |

### Participaciones en Eurocopas
| Copa          | Sede    | Resultado        | Partidos | Goles |
| ------------- | ------- | ---------------- | -------- | ----- |
| Eurocopa 2016 | Francia | Semifinales      | 6        | 0     |
| Eurocopa 2020 | Europa  | Octavos de final | 1        | 0     |

## Clubes

### Como jugador
| Club                    | País       | Año       |
| ----------------------- | ---------- | --------- |
| Cardiff City F. C.      | Gales      | 2006-2007 |
| Tottenham Hotspur F. C. | Inglaterra | 2008-2009 |
| Nottingham Forest F. C. | Inglaterra | 2009-2012 |
| Reading F. C.           | Inglaterra | 2012-2020 |
| Charlton Athletic F. C. | Inglaterra | 2020-2022 |
| AFC Wimbledon           | Inglaterra | 2022-2023 |

### Como entrenador
| Club         | País  | Año   |
| ------------ | ----- | ----- |
| Gales sub-19 | Gales | 2024- |